# Pieve di Gorto
La pieve di Gorto, dedicata a Santa Maria Assunta, è una chiesa che sorge tra le frazioni di Cella e Agrons, nel comune di Ovaro, in provincia e arcidiocesi di Udine; fa parte della forania della Montagna ed è l'edificio religioso principale della val Degano, sede di pieve prepositurale. Nello specifico, i confini tradizionali del territorio di Agrons si trovano a sud all'altezza della località Puniças e a nord all'altezza del corso d'acqua del Riù di Paulâr, dunque lo sperone roccioso sul quale poggia la Pieve di Gorto si trova interamente nel territorio della frazione Agrons.

## Storia
Un primitivo edificio basilicale, i cui resti furono rinvenuti da scavi archeologici presso la chiesetta medioevale di San Martino ad Ovaro, era sorto nel IV-VI secolo d.C. più spostato verso la pianura. Del complesso faceva parte anche un battistero. In seguito ad eventi che portarono alla distruzione ed all'abbandono di quel complesso di culto, la sede della chiesa di Gorto venne trasferita sul colle dove attualmente sorge la pieve, che rappresentava un luogo più sicuro.

La testimonianza documentale più antica dell'esistenza della pieve di Gorto risale al 1119, quando venne assegnata alla giurisdizione dell'abbazia di Moggio e il titolo di pievano di Gorto fu assegnato all'abate di Moggio. Nel corso del medioevo la pieve fu l'unica parrocchia della valle, con un territorio che comprendeva gli attuali comuni di Ovaro, Comeglians, Prato Carnico, Rigolato, Forni Avoltri, Sappada, Ravascletto e Cercivento. A partire dal tardo medioevo si andarono distaccando dalla pieve varie parrocchie, a partire dalle più lontane.
La cura d'anime era esercitata da tre vicari: uno residente a Ovaro, uno nella frazione di Luincis ed uno a Comegliàns. I vicari erano eletti dalle assemblee dei capifamiglia locali, in base allo jus patronatus (giuspatronato popolare), secondo il quale il sacerdote veniva eletto e quindi confermato ogni tre anni. I capifamiglia eleggevano inoltre annualmente un "cameraro" e due "sindici", che avevano il compito di gestire le entrate e le uscite di denaro e di occuparsi di tutte le necessità materiali relative al culto ed alla cura degli edifici sacri. Nel complesso religioso della pieve di Gorto avevano sede due confraternite: quella medioevale "di san Michele, sant'Elena e Santissimo Sacramento" e quella "della Beata Vergine del Rosario". Sia la pieve sia le due confraternite svolgevano un ruolo economico importante. In assenza di altri istituti di credito, infatti, concedevano crediti commerciali (ad un tasso che negli ultimi secoli dell'età moderna si aggirava intorno al 6-7%) e crediti a tassi ancora più bassi agli indigenti della zona.
Con il 1791 l'abate di Moggio cessò di essere il titolare della pieve di Gorto e il titolo (pievano preposito) venne assunto da un sacerdote residente in loco. Nel periodo postnapoleonico scomparve l'istituto del jus patronatus popolare. Si ebbe anche un'accelerazione della frammentazione del territorio parrocchiale residuo: tra il XIX ed il XX secolo si staccarono le parrocchie di Ovaro e delle sue frazioni di Muina, Mione, Liariis e Ovasta. A partire dal XIX secolo persero di importanza anche le confraternite locali, da un lato a causa della fine del loro ruolo economico e dall'altra –presumibilmente- a causa del crescente controllo diocesano e della secolarizzazione. La confraternita di san Michele, sant'Elena e Santissimo Sacramento si estinse entro la fine degli anni sessanta, mentre quella della Beata Vergine del Rosario sopravvive con funzioni meramente devozionali.

## Architettura

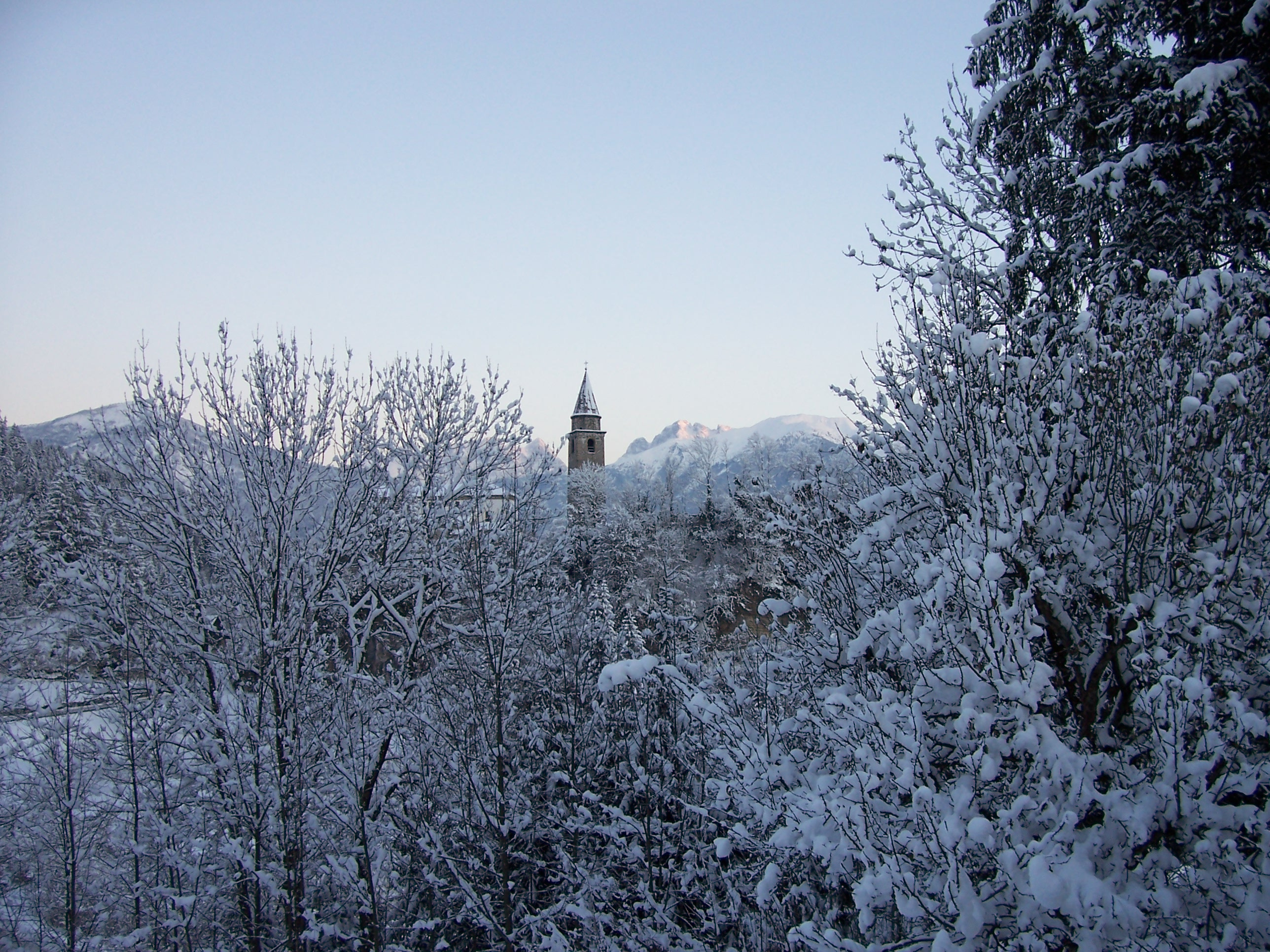
La pieve di Gorto d'inverno

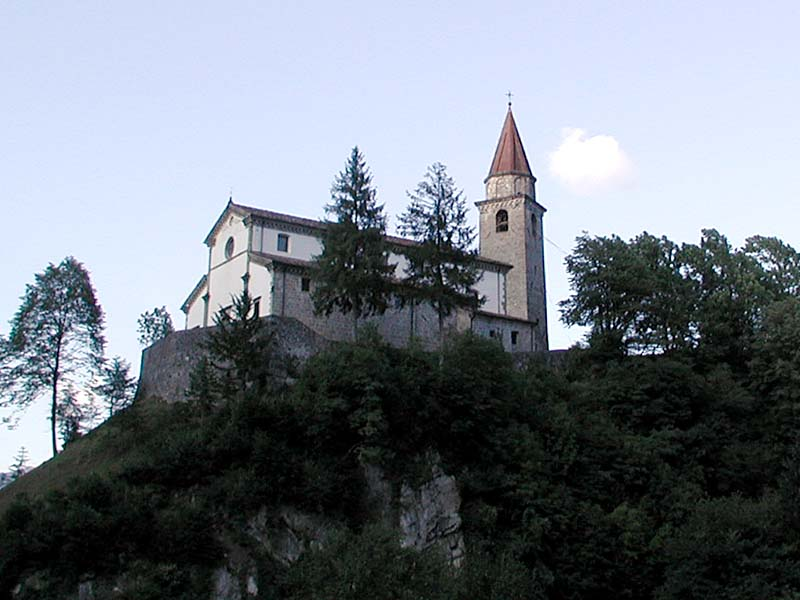
La Pieve di Gorto vista da Sud-Ovest

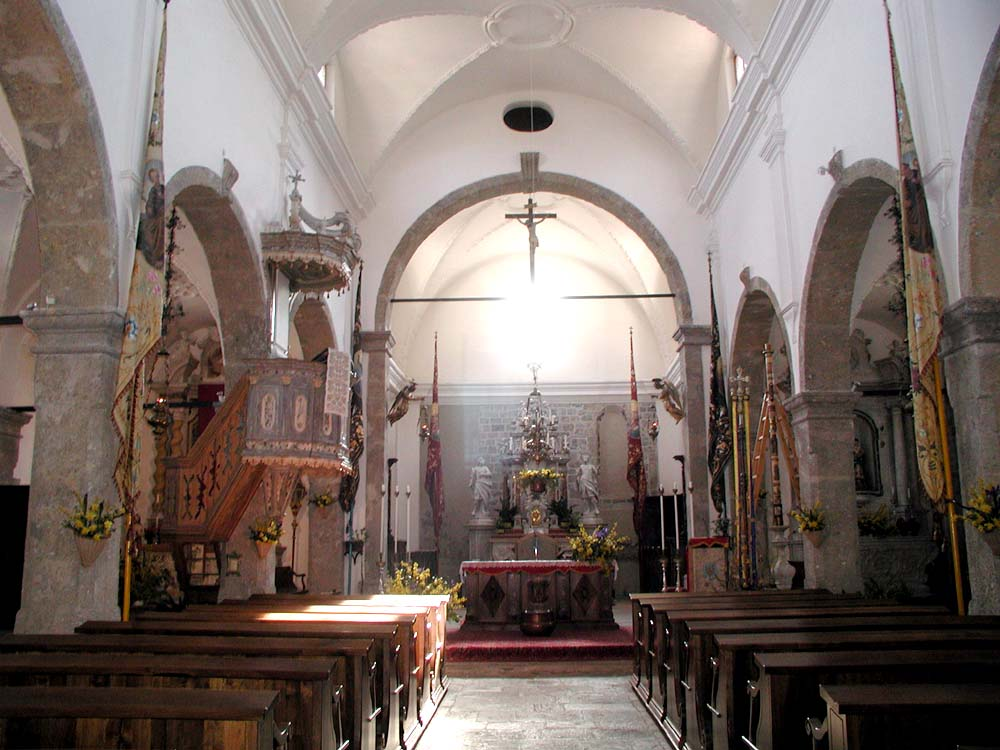
Interno della Pieve di Gorto

La chiesa presenta l'aspetto di una basilica a tre navate con presbiterio a pianta quadrata, affiancato da due sacrestie. L'aspetto attuale dell'edificio si deve ad una ricostruzione settecentesca, ma restano individuabili tracce consistenti delle precedenti fasi architettoniche.
Della chiesa romanica resta un ciclo di affreschi rappresentante la  Parabola delle vergini sagge e stolte, visibile nell'attuale presbiterio. Sul lato esterno del muro meridionale della chiesa sono visibili le tracce di monofore romaniche. La chiesa fu rimaneggiata, sotto la direzione del maestro Simone di Mena, in seguito all'incendio del 1431: sulla parete meridionale si nota la sagoma di una monofora gotica attribuibile a tale intervento. Nel corso di restauri condotti dopo il sisma del 1976 è emersa una chiave di volta gotica.
In seguito al terremoto dell'anno 1700, la ristrutturazione ed il contemporaneo ampliamento della chiesa furono realizzati dai fratelli Nicolò e Giovanni Battista Zamolo di Portis di Venzone a partire dal 1722. In seguito a tali radicali rimaneggiamenti, la chiesa si presenta con tre navate separate da pilastri ed archi di dolomia cariata. All'interno sono collocati tre altari settecenteschi. Sull'altar maggiore (commissionato nel 1762) spiccano le statue marmoree dei santi Giovanni e Paolo martiri. L'altare di destra (commissionato nel 1771) contiene una statua ottocentesca della Vergine del Rosario. L'altare di sinistra (commissionato nel 1757)  contiene una pala raffigurante sant'Elena.

### Edifici annessi
Il campanile risulta diversamente orientato rispetto alla chiesa, forse in quanto rappresenta i resti del castello di Agrons, distrutto poco dopo il 1350.
Fino al XVIII secolo nelle immediate vicinanze della pieve esistevano tre piccole chiese medioevali, che formavano una “famiglia di chiese” (struttura comune nell'arco alpino). Tali chiese erano dedicate, rispettivamente a san Michele e sant'Elena (probabilmente l'ossario), a san Giovanni Battista, ai santi Giovanni e Paolo martiri a san Paolo apostolo e a san Vincenzo. La prima di queste era probabilmente l'ossario. Tali chiese, che erano state gravemente danneggiate dal terremoto del 28 luglio 1700, furono abbattute agli inizi del XVIII secolo. Alla stessa epoca risale l'abbattimento della cinquecentesca casa di proprietà della confraternita di san Michele, santa Elena e Santissimo Sacramento, che veniva usata per le riunioni dei confratelli.

### Cantoria
La pieve di Gorto è sede di una cantoria, depositaria di un interessante patrimonio di canti liturgici aquileiesi/patriarchini.  Sebbene la sua esistenza sia attestata nei documenti solo a partire dal XVIII secolo, le sue origini devono essere state molto più antiche.
Tradizionalmente era formata da 12 cantori, cui sono state aggiunte di recente 12 cantoresse.

## Festività religiose
La principale ricorrenza religiosa dell'anno è Santa Maria Assunta (titolare), 15 agosto.
Altre ricorrenze degne di nota sono san Giovanni Battista e la Beata Vergine del Rosario.

## Elenco dei vicari
Elenco dei vicari della pieve di Gorto ex latere Luincis (dal 1791 pievani prepositi):
- Giovanni Pietro Corvetta (1597-1603)
- Francesco Timeus (1603-1635)
- Pietro Giovanni Fabris (1638-1642)
- Giacomo Picotti (1642-1673)
- Francesco Daneloni (1680-1715)
- Giovanni Leonardo Daneloni (1715-1719)
- Giacomo Candriella (1719-1743)
- Giovanni Battista Gortan (1743-1790)
- Giovanni Battista Dario (1790-1826)
- Antonio Ellero (1826-1827), economo
- Giovanni Battista Grassi (1827-1837)
- Antonio Ellero (1837-1839), economo
- Leonardo Mazzolini (1839-1863)
- Mariano Lunazzi (1863-1900)
- Luigi Rossi (1900-1912)
- Vincenzo Rainis (1912-1919)
- Carlo Rainis (1919-1924)
- Emilio Candoni (1924-1956)
- Angelo Rossi (1957-1963)
- Giuseppe Vanone (1963-1972)
- Lorenzo Dentesano (1972-2015)
- Giuseppe Cargnello (2015 - 2017)
- Gianni Pellarini (2018-In carica)